# یوکی میازاوا
یوکی میازاوا (انگلیسی: Yuki Miyazawa؛ زادهٔ ۲ ژوئن ۱۹۹۳) بازیکن بسکتبال اهل ژاپن است.
وی در مسابقات کشوری و بین‌المللی در مجموع برندهٔ ۴ مدال طلا، ۳ مدال نقره، ۱ مدال برنز شده‌است.